# Phausina
Phausina là một chi nhện trong họ Salticidae.